# Дом-студия Н. К. Уайета
Дом-студия Н. К. Уайета (англ. N. C. Wyeth House and Studio) — музей Н. К. Уайета в Чеддс-Форде (Пенсильвания, США). С 1997 года — Национальный исторический памятник США.

## История
Дом с прекрасным видом на долину был построен Н. К. Уайетом в 1911 году. После его смерти в 1945 году и до 1973 в доме жила его жена. Затем в доме жила и работала дочь — художница Кэролин Уайет. После её смерти в 1994 году дом приобрёл Музей Брендиуайн-ривер. С 1997 года дом вошёл в реестр Национальные исторические памятники США . Кроме дома и студии на участке в 7,3 га находятся овин и другие хозяйственные постройки.

## См.также
- Музей Брендиуайн-ривер